# Phosphortriiodid
Phosphortriiodid ist eine chemische Verbindung mit der Summenformel PI3. Sie besteht aus einem zentralen Phosphoratom, das symmetrisch von drei Iodatomen umgeben ist. Die Verbindung ist tetraedrisch gebaut, da Phosphor in der Oxidationsstufe +3 noch ein freies Elektronenpaar besitzt, das die vierte Ecke des Tetraeders bildet.

## Darstellung
Die Synthese von Phosphortriiodid gelingt durch die Reaktion zwischen weißem Phosphor und elementarem Iod in Kohlenstoffdisulfid.
{\displaystyle \mathrm {P_{4}\ +\ 6\ I_{2}\longrightarrow \ 4\ PI_{3}} }

## Eigenschaften
Phosphortriiodid ist bei Raumtemperatur ein roter Feststoff, der bei 61 °C schmilzt. Die Bindungslänge zwischen Phosphor und Iod beträgt 243 pm, der I–P–I-Bindungswinkel beträgt 102°.

## Verwendung
Phosphortriiodid kann zur Synthese von Alkyliodiden aus den entsprechenden Alkoholen verwendet werden. So kann auf diese Weise beispielsweise Methyliodid aus Methanol gewonnen werden.